# 間間田車站

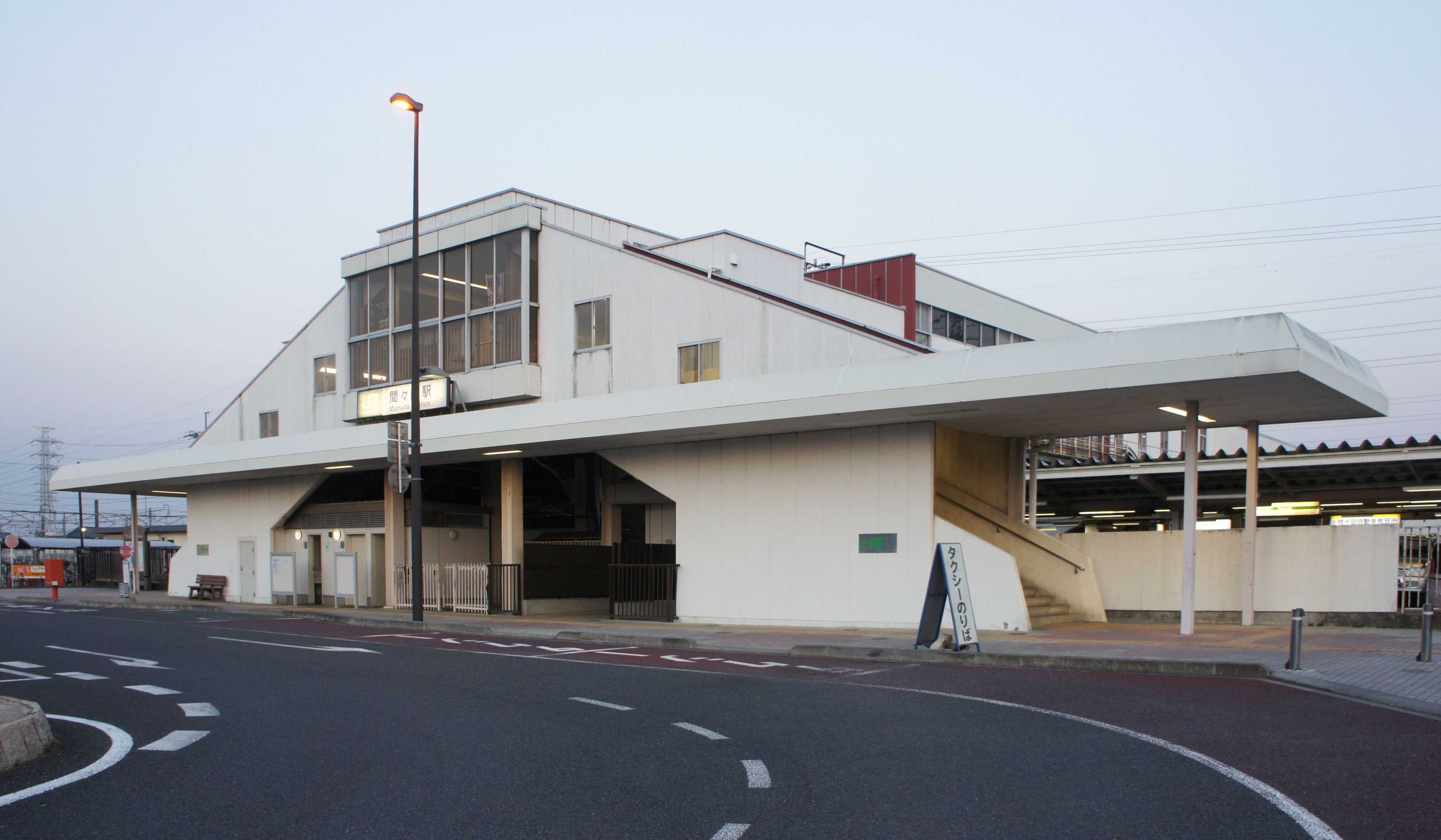
西口（2019年3月）

間間田車站（日语：／ Mamada eki */?）是東日本旅客鐵道（JR東日本）的鐵路車站，位於日本栃木縣小山市乙女地區。間間田車站是JR東日本宇都宮線沿線的車站，但在JR東日本的官方劃分上，其實是東北本線的一部份，也有屬於湘南新宿線的列車通過。間間田車站的名稱源自於當初設站時所在地的行政區劃名，下都賀郡間間田村（之後改制成間間田町），但車站其實離間間田的中央地區有大約2公里的間距。

## 車站構造
1號月台是側式月台設計，在跨站式站房啟用前能直接通往西口剪票口。另一個月台原為島式月台1面2線設計，而2號月台原供貨運列車通過或待避用，被廢除後路軌被拆走，改為設置通往跨站式站房的升降機。

### 月台配置
| 月台 | 路線                  | 方向 | 目的地                                                            |
| ---- | --------------------- | ---- | ----------------------------------------------------------------- |
| 1    | ■宇都宮線（東北本線） | 下行 | 小山、宇都宮、黑磯方向                                            |
| 3    | ■宇都宮線（東北本線） | 上行 | 大宮、東京、新宿、橫濱、大船方向 （包括■湘南新宿線、■上野東京線） |

（來源：JR東日本:車站構內圖 （页面存档备份，存于））

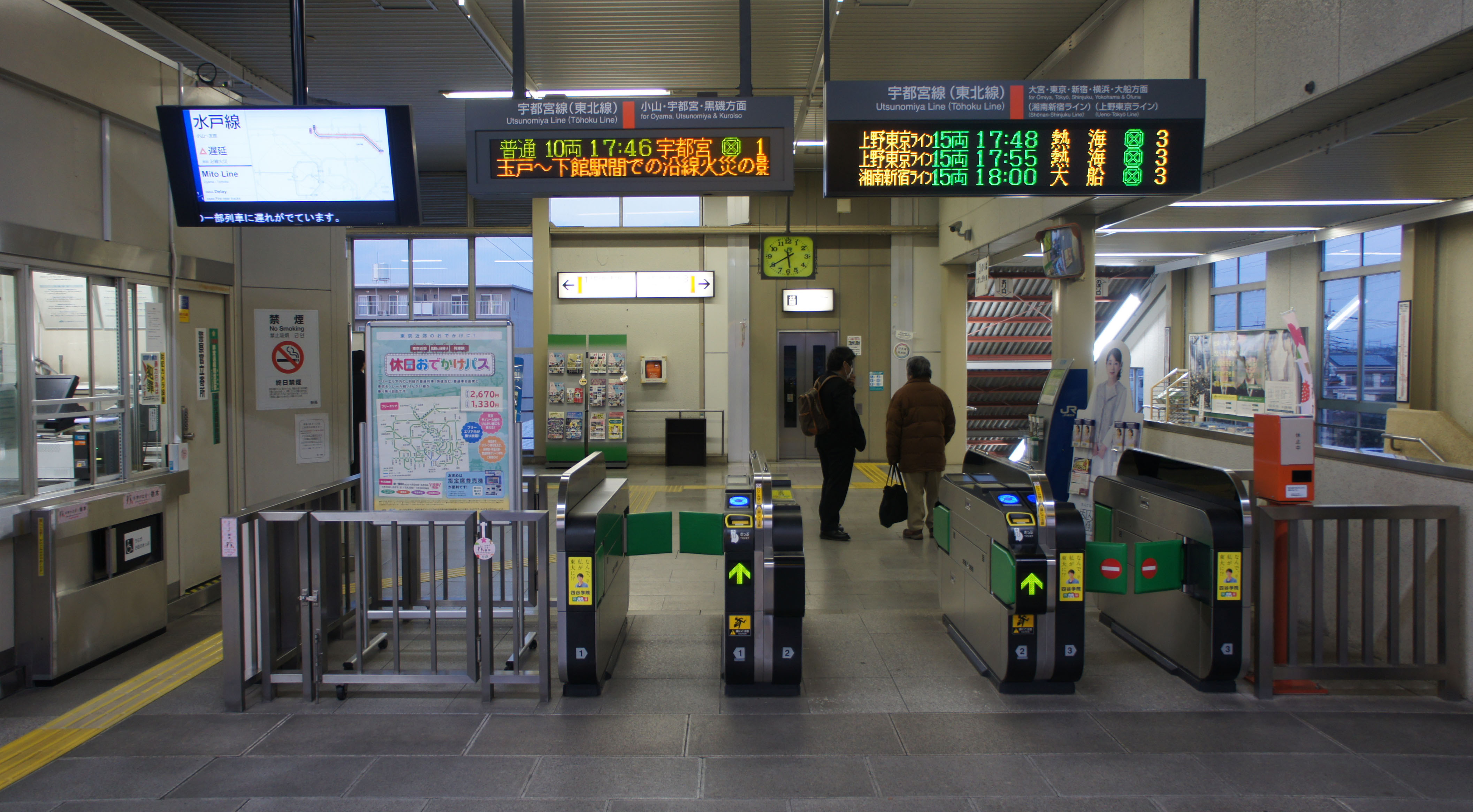
閘口（2019年3月）
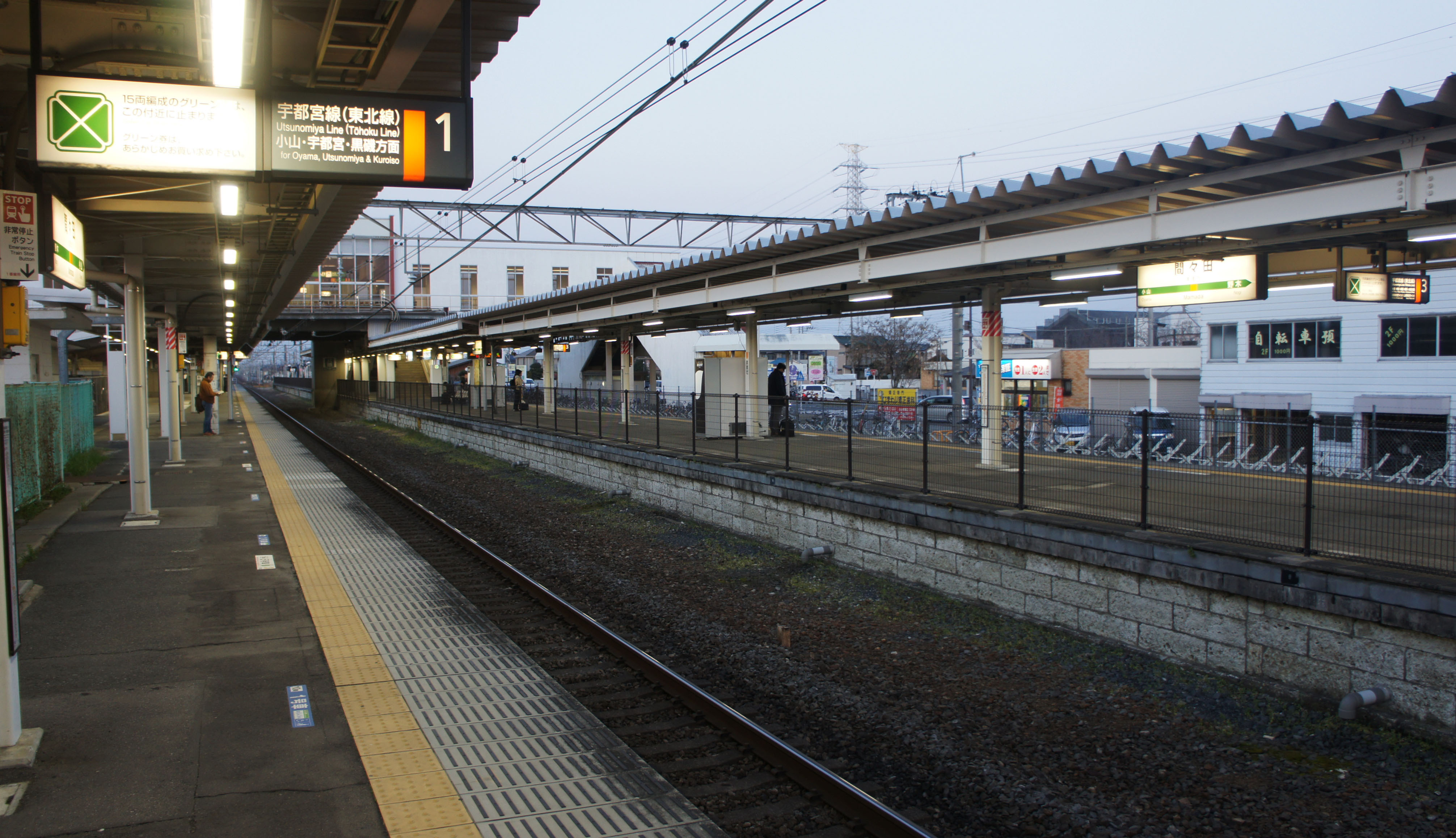
月台（2019年3月）

## 使用情況
根據JR東日本，2019年（令和元年）度1日平均上車人次為4,225人。
近年推移如下表。
| 上車人次推移       | 上車人次推移     | 上車人次推移    |
| 年度               | 1日平均 上車人次 | 來源            |
| ------------------ | ---------------- | --------------- |
| 2000年（平成12年） | 4,437            | [ 利用客数 2 ]  |
| 2001年（平成13年） | 4,365            | [ 利用客数 3 ]  |
| 2002年（平成14年） | 4,348            | [ 利用客数 4 ]  |
| 2003年（平成15年） | 4,348            | [ 利用客数 5 ]  |
| 2004年（平成16年） | 4,328            | [ 利用客数 6 ]  |
| 2005年（平成17年） | 4,282            | [ 利用客数 7 ]  |
| 2006年（平成18年） | 4,253            | [ 利用客数 8 ]  |
| 2007年（平成19年） | 4,282            | [ 利用客数 9 ]  |
| 2008年（平成20年） | 4,339            | [ 利用客数 10 ] |
| 2009年（平成21年） | 4,178            | [ 利用客数 11 ] |
| 2010年（平成22年） | 4,166            | [ 利用客数 12 ] |
| 2011年（平成23年） | 4,075            | [ 利用客数 13 ] |
| 2012年（平成24年） | 4,211            | [ 利用客数 14 ] |
| 2013年（平成25年） | 4,396            | [ 利用客数 15 ] |
| 2014年（平成26年） | 4,308            | [ 利用客数 16 ] |
| 2015年（平成27年） | 4,297            | [ 利用客数 17 ] |
| 2016年（平成28年） | 4,333            | [ 利用客数 18 ] |
| 2017年（平成29年） | 4,320            | [ 利用客数 19 ] |
| 2018年（平成30年） | 4,334            | [ 利用客数 20 ] |
| 2019年（令和元年） | 4,225            | [ 利用客数 21 ] |

## 相鄰車站
東日本旅客鐵道
■宇都宮線
■通勤快速、■快速「Rabbit」
通過
■普通
野木－間間田－小山

### 使用情況
1. ↑  . 東日本旅客鉄道.   [2019-07-11]. （原始内容存档于2019-07-05）.
2. ↑  . 東日本旅客鉄道.   [2019-02-13]. （原始内容存档于2019-03-28）.
3. ↑  . 東日本旅客鉄道.   [2019-02-13]. （原始内容存档于2019-03-28）.
4. ↑  . 東日本旅客鉄道.   [2019-02-13]. （原始内容存档于2019-03-28）.
5. ↑  . 東日本旅客鉄道.   [2019-02-13]. （原始内容存档于2019-03-28）.
6. ↑  . 東日本旅客鉄道.   [2019-02-13]. （原始内容存档于2019-03-28）.
7. ↑  . 東日本旅客鉄道.   [2019-02-13]. （原始内容存档于2019-03-28）.
8. ↑  . 東日本旅客鉄道.   [2019-02-13]. （原始内容存档于2019-03-28）.
9. ↑  . 東日本旅客鉄道.   [2019-02-13]. （原始内容存档于2019-03-28）.
10. ↑  . 東日本旅客鉄道.   [2019-02-13]. （原始内容存档于2019-03-28）.
11. ↑  . 東日本旅客鉄道.   [2019-02-13]. （原始内容存档于2019-03-28）.
12. ↑  . 東日本旅客鉄道.   [2019-02-13]. （原始内容存档于2019-03-28）.
13. ↑  . 東日本旅客鉄道.   [2019-02-13]. （原始内容存档于2019-03-28）.
14. ↑  . 東日本旅客鉄道.   [2019-02-13]. （原始内容存档于2019-03-28）.
15. ↑  . 東日本旅客鉄道.   [2019-02-13]. （原始内容存档于2019-03-28）.
16. ↑  . 東日本旅客鉄道.   [2019-02-13]. （原始内容存档于2019-03-28）.
17. ↑  . 東日本旅客鉄道.   [2019-02-13]. （原始内容存档于2019-03-23）.
18. ↑  . 東日本旅客鉄道.   [2019-02-13]. （原始内容存档于2019-03-28）.
19. ↑  . 東日本旅客鉄道.   [2019-02-13]. （原始内容存档于2019-03-21）.
20. ↑  . 東日本旅客鉄道.   [2019-07-11]. （原始内容存档于2019-07-05）.
21. ↑  . 東日本旅客鉄道.   [2020-07-10]. （原始内容存档于2020-07-10）.

## 外部連結
- 車站資訊（間間田）：東日本旅客鐵道

36°15′28.18″N 139°45′39.63″E / 36.2578278°N 139.7610083°E